# 盾籽藤屬
盾籽藤屬（拉丁語：Habropetalum）為雙鉤葉科單型的植物屬，相當於本屬唯一種類──道氏盾籽藤（學名：Habropetalum dawei）。本種為藤本植物，具有毒性且是獅子山所特有。生長在雨林的草叢中。本種如同其他的熱帶藤本植物，需要高溫與高度的濕氣。

## 外部連結
- （英文） Aluka - Isotype of Dioncophyllum dawei Hutch.&Dalziel[永久] 道氏盾籽藤的臘葉標本